# Ajuen
Ajuen is een bestuurslaag in het regentschap Aceh Besar van de provincie Atjeh, Indonesië. Ajuen telt 2151 inwoners (volkstelling 2010).